# 47851 Budine
47851 Budine este o planetă minoră (asteroid), cu un diametru de 4,254 km, din centura de asteroizi. A fost descoperită pe 12 martie 2000 la Catalina Station⁠(d) de Catalina Sky Survey. 
Obiectul prezintă o orbită caracterizată de o semiaxă mare de 2,993044253342 UAi, o excentricitate de 0,030036206923705, o înclinație de 9,7210694910735 ° în raport cu ecliptica.